# Hischam Talaat Mustafa
Hischam Talaat Mustafa (arabisch هشام طلعت مصطفى, DMG Hišām Ṭalʿat Muṣṭafā; englische Transkription Hisham Talaat Moustafa; * 1959) ist ein ägyptischer Immobilien-Unternehmer und Politiker. Er stand 2008 bis 2010 im Zentrum eines aufsehenerregenden Mordprozesses in Kairo.

## Biographie
Mustafa ist der Sohn eines Bauunternehmers und studierte ab 1976 zuerst Bauingenieurwesen, dann auf Wunsch des Vaters Betriebswirtschaft (damals noch Buchhaltung) mit einem Abschluss 1980. Er übernahm dann im Familienunternehmen (zu dem auch zwei ältere Brüder gehörten, die als Bauingenieure ausgebildet waren) die finanzielle Seite und später die Leitung. Einen besonderen Aufschwung nahm die Firma 1986/87 mit Bauprojekten im Badeort Agami bei Alexandria und im Norden Ägyptens. Als erste Baufirma errichteten sie in Ägypten einen eigenen Stadtteil für wohlhabende Schichten, Al-Rehab, ein Vorort von Kairo.
Heute ist er Miteigentümer der börsennotierten Talaat Moustafa Group (TMG), eines der größten ägyptischen Unternehmen mit über 10.000 Mitarbeitern in 23 Einzelgesellschaften, das im Immobilien- und Tourismusgeschäft sowie in der Landwirtschaft aktiv ist. Sie gehört zu 49 % ausländischen (vor allem arabischen) Investoren wie al-Walid ibn Talal.
Zu dem Unternehmen gehören die „Four-Seasons“-Hotelkette in Ägypten, der Komplex „San Stefano Gran Plaza“ in Alexandria und umfangreiche Ferienanlagen in Ägypten, unter anderem in Scharm El-Scheich. Leiter der Firma ist heute der älteste Sohn von Mustafa, Tarek Talaat Mustafa. Das Vermögen von Mustafa wurde 2007 auf 800 Millionen Dollar geschätzt. Mustafa  galt als Freund des Sohnes von Hosni Mubarak, Gamal Mubarak, und war selbst im ägyptischen Senat (Schura-Rat) als Mitglied der regierenden Nationaldemokratischen Partei.
Mustafa ist mit mehreren Frauen verheiratet und hat drei Kinder.

## Mordprozess Suzan Tamim
Am 28. Juli 2008 wurde die in der arabischen Welt sehr bekannte libanesische Popsängerin Suzan Tamim (1977–2008) in ihrem Luxus-Apartment in Dubai mit zahlreichen Messerstichen ermordet, unter anderem war die Kehle durchgeschnitten und das Gesicht verunstaltet worden. Schon bald fiel der Verdacht auf Mustafa, der die bereits zweimal geschiedene Tamim heiraten wollte, von dieser aber zugunsten eines irakischen Kick-Boxers abgewiesen wurde. Im September 2008 wurde er verhaftet. Nach einem aufsehenerregenden Prozess ab November 2008 wurde er am 21. Mai 2009 von einem Gericht in Kairo zum Tod verurteilt, genauso wie der nach Überzeugung des Gerichts von ihm für zwei Millionen Dollar angeheuerte Täter Mohsen al-Sukkari, ein ehemaliger Polizist und Leibwächter von Mustafa. Zuvor war in Ägypten eine öffentliche Berichterstattung über den Prozess verboten worden und die Öffentlichkeit vom Prozess ausgeschlossen worden. Das Urteil kam überraschend, da die Einschränkungen der Berichterstattung und der Hintergrund von Mustafa auf hohen politischen Schutz deuteten. Die Beweise waren allerdings erdrückend. Der ägyptische Geheimdienst hatte Telefongespräche zwischen al-Sukkari und Mustafa abgehört, in denen sie die Ermordung der Sängerin diskutierten. Eine Überwachungskamera zeigte al-Sukkari beim Betreten und Verlassen des Apartments der Sängerin und ein blutiger Schuhabdruck des Täters wurde gefunden. Die Behörden in Dubai waren al-Sukkari schnell auf die Spur gekommen und bewirkten seine Verhaftung bei dessen Rückkehr nach Ägypten.
Am 25. Juni 2009 bestätigte der Mufti von Ägypten, Ali Gomaa, das Urteil gegen Mustafa und al-Sukkari und ordnete die Vollstreckung durch Hängen an.
Die zwei Verurteilten stellten am 4. Februar 2010 Antrag auf Revision des Strafverfahrens. Sie beteuerten ihre Unschuld. Am 4. März wurden die Urteile aufgehoben und ein neuer Prozess angeordnet. In diesem wurde die Todesstrafe im September 2010 für Mustafa in 15 Jahre Haft umgewandelt, al-Sukkari muss lebenslang ins Gefängnis.

## Verweise
1. ↑  New York Times, 22. Mai 2009
2. ↑  Archivierte Kopie (Memento des Originals vom 7. März 2010 im Internet Archive)  Info: Der Archivlink wurde automatisch eingesetzt und noch nicht geprüft. Bitte prüfe Original- und Archivlink gemäß Anleitung und entferne dann diesen Hinweis. Meldung bei orf.at vom 4. März 2010
3. ↑  Spiegel Online, 28. September 2010

| Personendaten    | Personendaten           |
| ---------------- | ----------------------- |
| NAME             | Mustafa, Hischam Talaat |
| ALTERNATIVNAMEN  | Mustafa, Hisham Talaat  |
| KURZBESCHREIBUNG | ägyptischer Unternehmer |
| GEBURTSDATUM     | 1959                    |